# Tetrahidrogestrinona
La tetrahidrogestrinona (THG) és un esteroide anabòlic-androgènic (AAS) sintètic i administrat per via oral que mai es va comercialitzar per a ús mèdic. Va ser desenvolupat per Patrick Arnold i va ser utilitzat per diversos atletes d'alt perfil com Marion Jones, Barry Bonds i Dwain Chambers.

## Usos no mèdics
THG va ser desenvolupat completament en secret per Arnold com a fàrmac de disseny, sobre la base que és poc probable que els tests de dopatge detectessin un compost totalment nou. Arnold va desenvolupar una substància química semblant a dos esteroides comercialitzats pel laboratori BALCO, la norboletona i la desoximetiltestosterona, que s'havien descrit en la literatura científica, però que mai es van produir comercialment, i els esteroides anabòlics prohibits trembolona i gestrinona, l'últim dels quals es va utilitzar per sintetitzar-lo.
El 2003, el denunciant Trevor Graham va passar una xeringa gastada que contenia una petita quantitat de la droga a l'⁣Agència Antidopatge dels Estats Units. Això es va traslladar després al grup de recerca del farmacòleg Don Catlin, que va identificar el fàrmac mitjançant tècniques d'espectrometria de masses i li va donar el nom actual.
THG mai s'ha provat completament per a la seguretat i mai no ha entrat en un ús mèdic legítim, tot i que s'han fet alguns estudis sobre les seves propietats. Es va idear una síntesi per assegurar una font de material per a la comparació i va ser programada per l'Administració d'Aliments i Medicaments (FDA) el 2005. També s'ha plantejat preocupació sobre el seu ús potencial en animals com en les curses de cavalls.

## Efectes secundaris
És probable que els efectes secundaris de l'ús prolongat incloguin la infertilitat tant en homes com en dones, així com altres efectes secundaris d'esteroides com l'acne i l'⁣hirsutisme. A diferència de la majoria dels altres esteroides anabòlics, el THG també s'uneix amb una gran afinitat al receptor de glucocorticoides i, tot i que aquest efecte pot provocar una pèrdua de pes addicional, també és probable que provoqui efectes secundaris addicionals com la immunosupressió que no es veuen amb la majoria dels altres esteroides.

## Farmacologia

### Farmacodinàmica
El THG és un agonista molt potent dels receptors d'⁣andrògens i progesterona, al voltant de 10 vegades més potent que els fàrmacs de comparació nandrolona o trembolona, però sense activitat estrogènica. S'ha trobat que s'uneix al receptor d'andrògens amb afinitat similar a la dihidrotestosterona i produeix creixement del teixit muscular. Segons Patrick Arnold, a causa de la potència del fàrmac, mai va haver de subministrar quantitats importants a BALCO, perquè "només un parell de gotes sota la llengua" eren una dosi suficient.
Quan el THG arriba al nucli d'una cèl·lula, s'uneix al receptor d'andrògens a la butxaca d'unió al lligand. Aquí canvia l'expressió d'una varietat de gens, activant diverses funcions anabòliques i androgèniques. És l'estructura del lligand la que determina el nombre d'interaccions que poden tenir lloc amb el domini d'unió al lligand del receptor d'andrògens humà. Fins i tot modificacions menors en l'estructura del lligand tenen un gran impacte en la força de les interaccions que aquest lligand té amb el receptor d'andrògens. THG, que posseeix una alta afinitat, estableix més contactes de van der Waals amb el receptor que amb molts altres esteroides. És aquesta major afinitat i geometria específica del THG la que fa que aquestes interaccions amb el receptor d'andrògens siguin tan fortes, donant lloc a la potència del THG.

## Química
THG, també conegut com 17α-etil-18-metil-δ 9,11 -19-nortestosterona o com 17α-etil-18-metilestra-4,9,11-trien-17β-ol-3-ona, és un sintètic esteroide estrano i un derivat 17α-alquilat de la nandrolona (19-nortestosterona). És una modificació de la gestrinona (17α-etinil-18-metil-19-nor-δ 9,11 -testosterona) en la qual el grup etinil s'ha hidrogenat en un grup etil, convertint així l'esteroide d'una noretisterona (17α-etinil). -19-nortestosterona) amb una activitat AR feble en un derivat de norethandrolona (17α-etil-19-nortestosterona) amb una potent activitat AR. THG està estretament relacionat amb RU-2309 (la variant 17α-metil), trenbolona (δ 9,11 -19-nortestosterona), metribolona (17α-metil-δ 9,11 -19-nortestosterona) i norboletona (17α-etil-18-metil-19-nortestosterona).

## Història
Durant un temps, el THG va ser considerat el fàrmac preferit segur i "invisible" per a batre el rècord mundial en atletisme, sent utilitzat per diversos guanyadors de medalles d'or d'alt perfil com la velocista Marion Jones, que va renunciar a la seva carrera atlètica el 2007 després d'admetre a utilitzar THG abans dels Jocs Olímpics de Sydney del 2000, on havia guanyat tres medalles d'or. També l'han utilitzat l'atleta britànic anteriorment desqualificat Dwain Chambers, el campista esquerre de la Major League Baseball Barry Bonds i el primer basel de la Major League de Baseball Jason Giambi.
THG va ser desenvolupat per Patrick Arnold per a la Bay Area Laboratory Co-operative (BALCO), que afirmava ser una empresa de suplements nutricionals. L'empresa va fabricar el fàrmac mitjançant la hidrogenació catalitzada amb carbó de pal·ladi a partir de la gestrinona, una substància utilitzada en ginecologia per al tractament de l'endometriosi.
El 2003, l'entrenador d'esprint nord-americà Trevor Graham va lliurar una xeringa que contenia restes de THG a l'Agència Antidopatge dels Estats Units (USADA). Això va ajudar a Don Catlin, MD, el fundador i aleshores director de l'UCLA Olympic Analytical Lab, a identificar i desenvolupar una prova per a THG, el segon esteroide anabòlic de disseny reportat.